# Robert Smirke

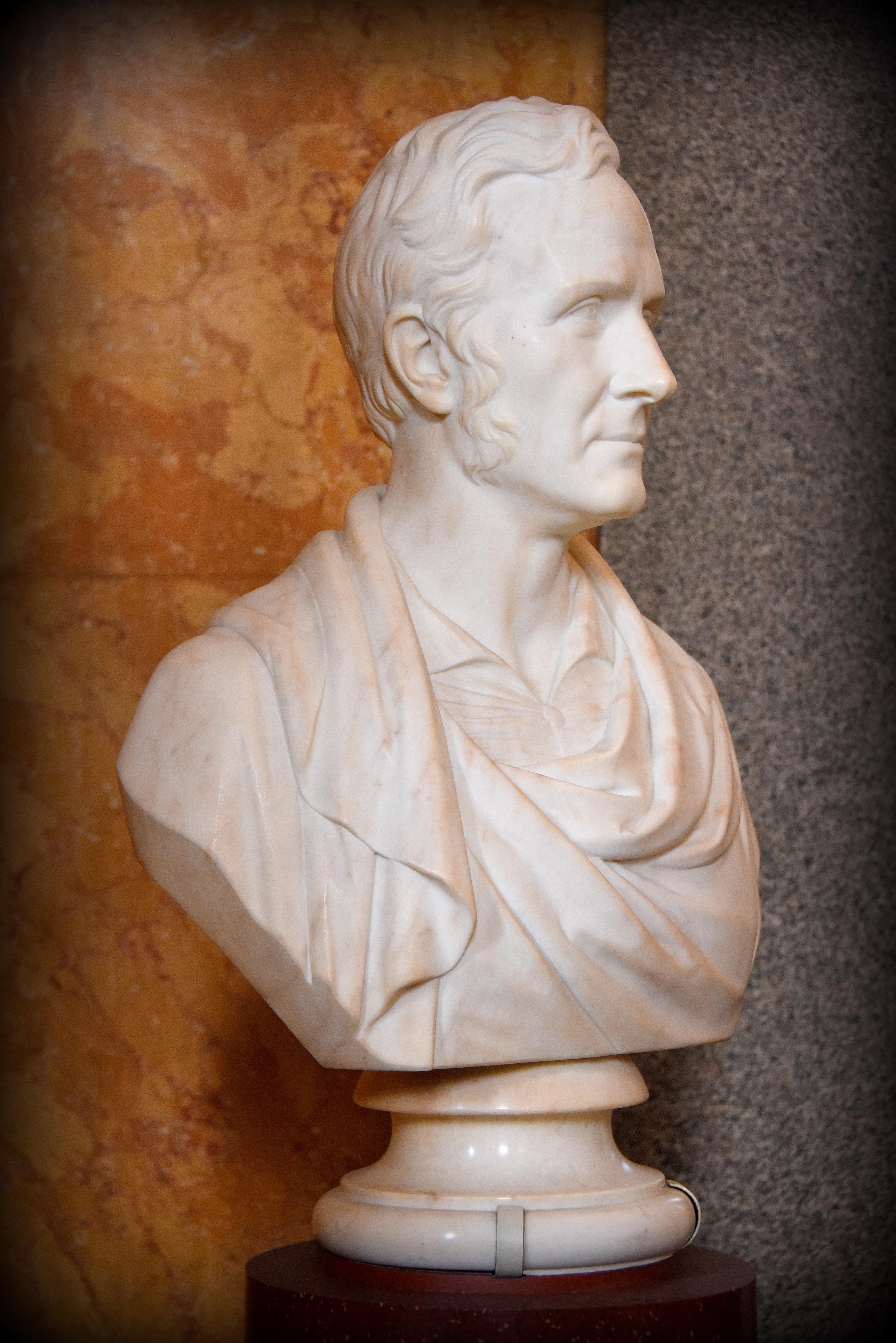
Byst av Robert Smirke på British Museum.

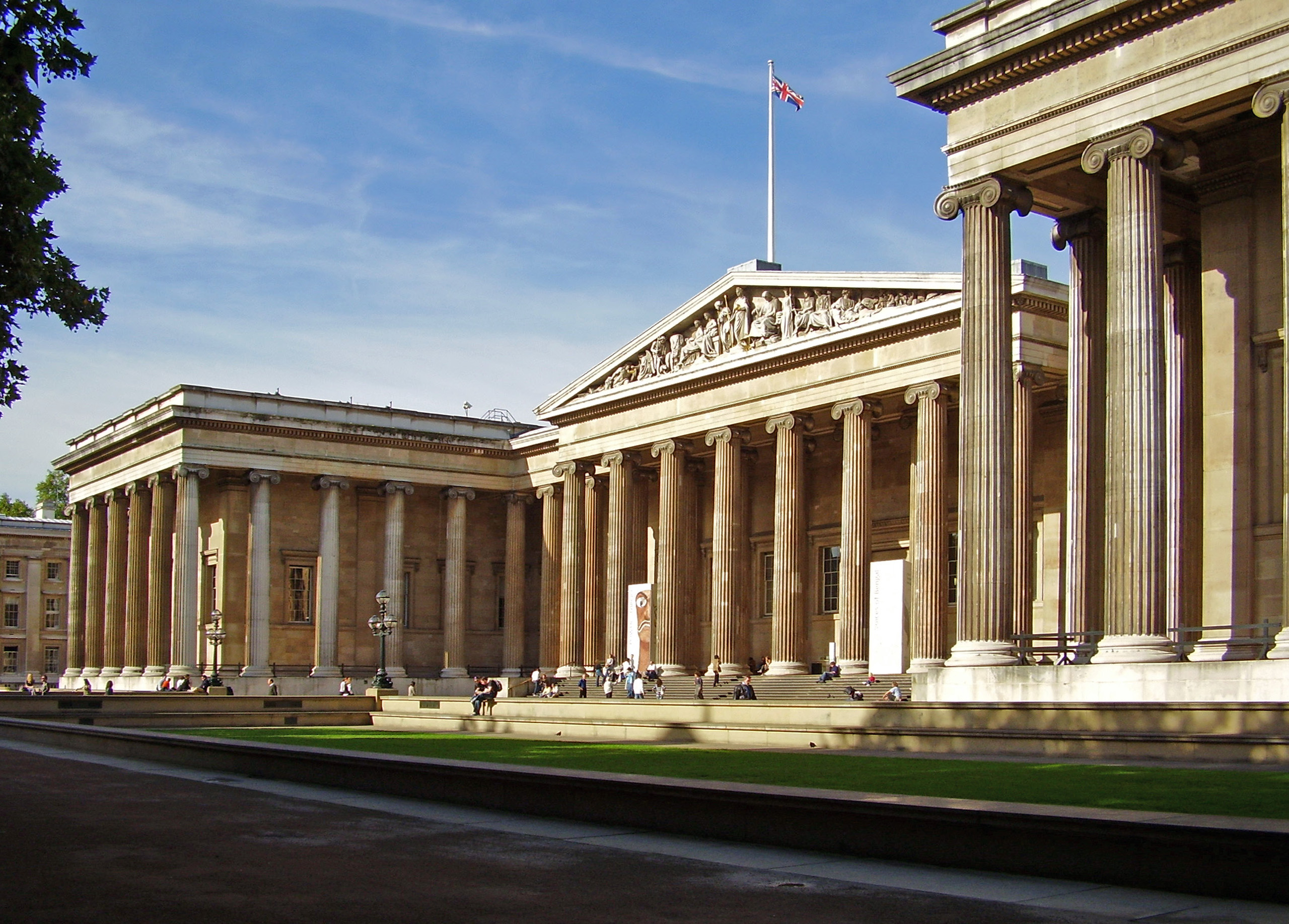
British Museum

Robert Smirke, född 1 oktober 1780, död 18 april 1867, var en brittisk arkitekt. Smirke var en av nyantikens främsta företrädare i England. Han har bland annat ritat British Museum i London 1823–47.